# Scattone
Lo scattone è una tipica preparazione  molisana, conosciuta anche con il nome di tassa, dalla voce dialettale per tazza, e consumata tradizionalmente prima del pasto, come aperitivo e corroborante.
Composta principalmente di pasta fresca, acqua di cottura della pasta, vino rosso e pepe, di paese in paese e di casa in casa viene proposta in diverse varianti.
Per il suo carattere tonico e le proprietà energetiche, nella consuetudine popolare veniva un tempo utilizzato come rimedio per il raffreddore e somministrato alle puerpere per favorire la montata lattea.

## Etimologia
L'origine del nome andrebbe ricondotta al termine di origine germanica *skaitho, indicante un mestolo o un cucchiaio.